# Kazimierz Nowaczyk
Kazimierz Nowaczyk (ur. 1952) – polski naukowiec, fizyk od 1996 roku pracujący w USA, na stanowisku adiunkta, specjalizujący się w spektroskopii fluorescencyjnej i molekularnej.

## Życiorys
Uczęszczał do Szkoły Podstawowej nr 4 im. Zdobywców Wału Pomorskiego w Wałczu. Fizykę studiował na Wydziale Matematyki, Fizyki i Chemii Uniwersytetu Gdańskiego. Po studiach został asystentem w Instytucie Fizyki tej uczelni. W stanie wojennym, wiosną 1982 roku, w ramach akcji „uczelnie” został internowany i osadzony w więzieniu w Iławie, podobnie jak jego czterech studentów, wśród których był Marek Czachor. W czasie internowania poznał i zaprzyjaźnił się z Antonim Macierewiczem.
Po uwolnieniu kontynuował pracę naukową na gdańskiej uczelni. Doktorat napisał pod kierunkiem profesora Alfonsa Kawskiego.
W 1996 roku w ramach wymiany naukowej wyjechał do Stanów Zjednoczonych, gdzie kontynuował pracę naukową. Pracował jako fizyk doświadczalny na stanowisku assistant professor (adiunkt) w Centrum Spektroskopii Fluorescencyjnej na Wydziale Biochemii i Biologii Molekularnej Szkoły Medycznej University of Maryland w Baltimore. Jego umowa o pracę nie została przedłużona przez władze uczelni w 2013 i wygasła w grudniu tego roku. W związku z tym w roku 2013 zbierał w środowisku polonijnym fundusze na pomoc prawną. Jak poinformował w roku 2015 na spotkaniu z Polonią, proces przeciw University of Maryland się rozpoczął, ale jego adwokat sam mu odradził dalsze postępowanie, ponieważ wysokość ewentualnego odszkodowania może nie wystarczyć na pokrycie kosztów obrony.
W drugiej połowie lat 90. XX w. przedłożył Radzie Instytutu Fizyki Uniwersytetu Mikołaja Kopernika w Toruniu rozprawę habilitacyjną na temat "Przestrzenne pomiary średniego czasu życia sensorów fluorescencyjnych". Rozprawa i dorobek naukowy uzyskały negatywną recenzję, w efekcie czego Rada nie dopuściła go do kolokwium habilitacyjnego, odmawiając tym samym nadania stopnia doktora habilitowanego nauk fizycznych.
W 2014 otrzymał Główną Nagrodę Dziedzictwa Polskiego („Polish Heritage Award”), przyznaną przez Kongres Polonii Amerykańskiej Wydział Stanowy Illinois.
Jest żonaty z Lidią.

## Badania katastrofy w Smoleńsku
Od września 2010 roku współpracuje z innymi naukowcami, m.in. Wiesławem Biniendą oraz dr inż. Grzegorzem Szuladzińskim, przy badaniu przyczyn katastrofy polskiego Tu-154 w Smoleńsku jako ekspert Zespołu parlamentarnego ds. zbadania przyczyn katastrofy działającego w Sejmie Rzeczypospolitej Polskiej.
28 marca 2012 roku w Parlamencie Europejskim w Brukseli brał udział w publicznym wysłuchaniu w sprawie śledztwa smoleńskiego. Wystąpił jako jeden z prelegentów, prezentując wyniki swoich analiz dotyczących katastrofy. Zgodnie z ustaleniami Kazimierza Nowaczyka samolot Tu-154M nr boczny 101 przeleciał nad tzw. brzozą smoleńską na wysokości 20 metrów nad ziemią, nie zderzył się z drzewem i nie utracił końcówki lewego skrzydła w wyniku kolizji z brzozą. Przez następne dwie sekundy leciał zgodnie z kursem i wznosił się, osiągając w miejscu zapisu TAWS #38 wysokość 35 metrów nad ziemią. Za punktem TAWS #38, 144 metry za brzozą, wykonał gwałtowny skręt w lewo, niezgodny ze swoją aerodynamiką. Według analizy dokonanej przez Kazimierza Nowaczyka w raportach końcowych Międzypaństwowego Komitetu Lotniczego oraz polskiej Komisji Badania Wypadków Lotniczych Lotnictwa Państwowego (KBWLLP) nie podano metodologii badań i weryfikowalnych metod analizy poszczególnych etapów katastrofy, dane odczytane z instrumentów samolotu zostały poddane nieuzasadnionym korekcjom, a część z nich (np. alarmy TAWS i FMS) nie zostały uwzględnione w końcowych wnioskach.
Został członkiem komitetu naukowego I, II i III Konferencji Smoleńskiej (z lat 2012, 2013, 2014), skupiającej badaczy metodami nauk ścisłych katastrofy samolotu Tu-154 w Smoleńsku z 10 kwietnia 2010.
W lutym 2013 tygodnik "Gazeta Polska" przyznał mu tytuł "Człowieka Roku 2013" (wspólnie z nim wyróżnienie otrzymali inni naukowcy badający przyczyny katastrofy smoleńskiej: Wacław Berczyński, Wiesław Binienda i Grzegorz Szuladziński). Wraz z trzema innymi naukowcami badającymi przyczyny katastrofy smoleńskiej Kazimierz Nowaczyk jest bohaterem filmu dokumentalnego pt. Polacy autorstwa Marii Dłużewskiej z 2013.
W grudniu 2014, w ramach prac zespołu parlamentarnego opublikował raport pt. „Śledztwo rosyjskiego rządu Władimira Putina w sprawie katastrofy polskiego samolotu rządowego w Smoleńsku 10 kwietnia 2010 r.”.
Jesienią 2015 TVN24 opublikował rozmowę z Michałem Jaworskim, w której ten poinformował, iż to on był faktycznym autorem pierwszych prezentacji Nowaczyka dla Zespołu Parlamentarnego, w tym teorii „dwóch wstrząsów” zamienionych potem na eksplozje, oraz obliczeń trajektorii. Michał Jaworski – fizyk internowany w stanie wojennym i zwolniony z Uniwersytetu Śląskiego przedstawił na I Konferencji Smoleńskiej autorską wersję obliczeń dotyczących trajektorii samolotu.
W 2016 został I zastępcą przewodniczącego Podkomisji ds. Ponownego Zbadania Wypadku Lotniczego pod Smoleńskiem, powołanej przy Komisji Badania Wypadków Lotniczych Lotnictwa Państwowego przez ministra obrony narodowej Antoniego Macierewicza. 20 kwietnia 2017 roku został wyznaczony z powodu dymisji złożonej przez Wacława Berczyńskiego na pełniącego obowiązki przewodniczącego Podkomisji ds. Ponownego Zbadania Wypadku Lotniczego pod Smoleńskiem. Pełnił tę funkcję do 11 stycznia 2018, kiedy to szefem podkomisji został Antoni Macierewicz.
W 2021 otrzymał Krzyż Wolności i Solidarności (2021) i Krzyż Oficerski Orderu Odrodzenia Polski.